# Wincentów
Wincentów [pronunciación en polaco: /vinˈt͡sɛntuf/] es un pueblo en el distrito administrativo de Gmina Widawa, dentro del condado de Łask, voivodato de Łódź, en el centro de Polonia. Se encuentra a unos 8 kilómetros al sur de Widawa, a 27 kilómetros al suroeste de Łask, y a 58 kilómetros al suroeste de la capital regional Łódź.